# Gynoplistia leptacantha
Gynoplistia leptacantha là một loài ruồi trong họ Limoniidae. Chúng phân bố ở miền Australasia.